# Taklia
La taklia è una miscela di spezie di origine mediorientale, apprezzata soprattutto nei paesi arabi; infatti è tradizionale il suo uso durante il Ramadan.

## Composizione
- aglio schiacciato e sminuzzato;
- coriandolo selvatico fritto